# البشتی، واسلوئی
البشتی، واسلوئی (به لاتین: Albești, Vaslui) یک منطقهٔ مسکونی در رومانی است که در وزلو واقع شده‌است.

## خصوصیات
البشتی ۳٬۲۶۷ نفر جمعیت دارد.